# Грианте
Грианте (на италиански: Griante) е курортно населено място и община в Италия, регион Ломбардия, провинция Комо.
Намира се в провинция Комо, на западния бряг на езерото Лаго ди Комо. Разстоянието с параход е около 25 km от град Комо, между градчетата Менаджо и Тремедзо. Населението на Грианте е 695 жители според данни от преброяването през 2001 г.

## Каденабия
Каденабия (Cadenabbia) е част от Грианте. Той е пролетен и есенен туристически и лечебен курорт. Британски поданици от 19 век посещават Каденабия. Там се намира първата англиканска църква (1891 г.), построена в Италия. Джузепе Верди пише части от Травиата във вила „Маргерита“.

## Конрад Аденауер
Германският държавник и канцлер Конрад Аденауер прекарва някои свои почивки в Каденабия от 1957 до 1966 година. Той отсяда във Вила ла Колина, построена през 1899 година, и във Вила Арминио. Нерядко подготвя своите политически действия и се среща с политиците Лудвиг Ерхард и Аминторе Фанфани, дипломата Шигеру Яшида, историка Голо Ман, Ханс Глобке и др. Аденауер пише там своите мемоари в края на политическата си кариера. Оскар Кокошка го посещава, за да създаде негов портрет, който по-късно е окачен в Бундестага.
Вила да Колина е вече собственост на Фондация „Конрад Аденауер“ и се използва като хотел и конферентен център.

## Български политици
В Каденабия се провеждат срещи на представители на десни политически сили от България (1996, 1998, 1999, 2001, 2009) със съдействието на фондация „Конрад Аденауер“. През 1996 г. Иван Костов (СДС), Ахмед Доган (ДПС), Стефан Савов (ДП) и Анастасия Мозер (БЗНС) създават коалицията ОДС.
През 2001 г. в Каденабия се провежда поредната среща, след като ОДС губи на изборите няколко месеца по-рано. Преди нея Йордан Соколов заявява, че възходът на ОДС винаги започвал от Каденабия. След нея обаче се получава разцепление в ОДС.
През март 2009 г., няколко месеца преди парламентарните избори, се състои закрит семинар. На него присъстват Иван Костов (ДСБ), Мартин Димитров (СДС), Александър Праматарски (ДП), Анастасия Мозер (БЗНС-НС) и други политици.